# برنيس هانسن
برنيس هانسن (بالإنجليزية: Bernice Hansen)‏ هي ممثلة أمريكية، ولدت في 11 يوليو 1897 بلوس أنجلوس في الولايات المتحدة، وتوفيت بنفس المكان في 16 أبريل 1981.

## وصلات خارجية
- برنيس هانسن على موقع IMDb (الإنجليزية)
- برنيس هانسن على موقع قاعدة بيانات الفيلم (الإنجليزية)